# Paltan
Paltan är en ort i Bangladesh.   Den ligger i provinsen Dhaka, i den centrala delen av landet, i huvudstaden Dhaka. Paltan ligger 18 meter över havet och antalet invånare är 84 492.
Terrängen runt Paltan är mycket platt. Runt Paltan är det mycket tätbefolkat, med 6 241 invånare per kvadratkilometer.. Närmaste större samhälle är Dhaka, 3,0 km söder om Paltan.
Omgivningarna runt Paltan är en mosaik av jordbruksmark och naturlig växtlighet.